# Hirune-hime: shiranai watashi no monogatari
Hirune-hime: shiranai watashi no monogatari (ひるね姫 ~知らないワタシの物語~?) conosciuto anche col nome inglese di Napping Princess, è un film d'animazione del 2017 diretto da Kenji Kamiyama.

## Trama
Nel 2020 le olimpiadi di Tokyo sono imminenti e gli organizzatori vogliono realizzare, per la cerimonia di apertura, un ingresso memorabile degli atleti, a bordo di automobili che si guidano da sole. Per farlo è necessario recuperare il software di guida automatica, realizzato in passato dalla madre di Kokone Morikawa, ma rifiutato dalla Shijima Motors per la quale lavorava. La donna è morta in un incidente poco dopo la nascita di Kokone, e ora il padre, Momotarō Morikawa, custodisce il programma di guida automatica nel suo tablet. Watanabe, incaricato di recuperare il programma, fa arrestare Momotarō e gli ruba il tablet, ma Kokone, aiutata dal suo amico d'infanzia Morio, glielo sottrae. Quando si addormenta, Kokone entra nella favola che suo padre gli raccontava da piccola e scopre che il suo sogno è legato alla realtà che sta vivendo. Ogni personaggio del sogno appartiene alla sua vita reale, e grazie ad esso, Kokone scoprirà il suo vero passato e la maniera per liberare suo padre.